# Нехою
Нехою (рум. Nehoiu) — город в Румынии в составе жудеца Бузэу.

## История
Коммуна Нехою была создана в 1931 году. В 1950 и 1968 годах она была расширена за счёт прилегающих территорий.
В 1989 году коммуна получила статус города.